# 胡譽
胡譽（1492年—？），字實孚，號後江，江西臨江府新喻縣人，匠籍，明朝政治人物。

## 生平
正德八年（1513年）癸酉科江西鄉試第七十三名舉人，十二年（1517年）中式丁丑科會試第三百二十一名，三甲第一百三十五名進士。工部觀政，授紹興府推官，升刑部主事，謫沔陽州同知。

## 家族
曾祖胡殷武；祖父胡經顯；父胡潛溟，母謝氏。具慶下。